# Simmetria CP
In fisica la simmetria CP è una simmetria quasi esatta delle leggi di natura sotto l'effetto dello scambio simultaneo di particelle con le corrispondenti antiparticelle (Simmetria C) e dell'inversione delle coordinate spaziali (Simmetria P). Questa simmetria è considerata più fondamentale delle singole C e P, che risultano grossolanamente violate in tutti i fenomeni fisici dovuti all'interazione debole.

## Descrizione
Un sistema o un fenomeno fisico esibisce la simmetria CP quando effettuando i summenzionati scambi si ottiene ancora un sistema o un fenomeno osservato in Natura. Per esempio un neutrino esiste in natura, in ottima approssimazione, con un'unica direzione possibile per il proprio spin. Sotto effetto dello scambio con la sua antiparticella, o coniugazione di carica, si otterrebbe un anti-neutrino con la stessa direzione di spin, che in natura non esiste; analogamente sotto effetto dell'operazione di parità si otterrebbe un neutrino con direzione relativa opposta dello spin, anch'esso non osservato in natura. Effettuando entrambe le operazioni si ha un anti-neutrino con spin invertito, che è una particella reale.

## Violazioni della simmetria
Quando la simmetria CP non è rispettata si parla di violazione della simmetria CP o in breve di violazione di CP; si tratta della più piccola violazione di una simmetria fisica nota in natura e come tale rappresenta uno dei campi di ricerca più attivi nella fisica delle particelle elementari. La possibilità della violazione CP è prevista dalla teoria dell'interazione elettrodebole grazie alla presenza di una fase complessa nella matrice CKM; condizione necessaria per la comparsa di questa fase è la presenza di almeno tre generazioni di quark. Anche la teoria delle interazioni forti, la cromodinamica quantistica, ammette la violazione della simmetria CP, ma, contrariamente al caso dell'interazione debole, non vi è in tale ambito alcuna evidenza sperimentale della violazione. Ciò costituisce il cosiddetto problema della CP forte.
La violazione della simmetria CP, in una forma cosiddetta indiretta, è stata riscontrata per la prima volta nel 1964 presso il laboratorio statunitense di Brookhaven in esperimenti su processi che coinvolgono il kaone neutro, 
che hanno fruttato il premio Nobel per la fisica del 1980 a James Cronin e Val Fitch. A conclusione di trentennali campagne di ricerca, una seconda manifestazione della violazione della simmetria CP sempre riguardante i kaoni, la cosiddetta violazione diretta, è stata annunciata nel 2001 da esperimenti svolti presso il CERN di Ginevra e il Fermilab negli USA: questa scoperta ha provato che la violazione di CP è un fenomeno universale nei processi dovuti alle interazioni deboli. Nel 2002 la violazione CP è stata ulteriormente dimostrata dagli esperimenti BaBaR, condotti da una collaborazione internazionale di varie centinaia di scienziati presso l'acceleratore lineare di particelle di Stanford in California, e dall'Esperimento Belle,  analogo progetto presso l'acceleratore di KEK a Tsukuba, in Giappone. Se la simmetria CP fosse esatta, il tasso di decadimento del mesone B e della sua anti-particella sarebbero identici in ogni stato finale, mentre i suddetti esperimenti hanno dimostrato il contrario. I risultati sono definitivi e sono stati desunti dall'analisi dei risultati di molti milioni di eventi.Nel 2019 è stata dimostrata la violazione CP anche in esperimenti riguardanti i mesoni D neutri.
La violazione della simmetria CP è di fondamentale importanza perché dimostra che nelle leggi di Natura esiste una seppur piccola asimmetria tra materia e antimateria. Questa asimmetria avrebbe determinato la prevalenza della prima sulla seconda dando luogo all'asimmetria barionica e fornendo la spiegazione che tutto l'universo osservabile consiste di particelle e non di anti-particelle. Se la simmetria fosse stata perfetta l'annichilazione completa fra materia e antimateria avrebbe impedito la formazione dell'universo attuale.
L'asimmetria materia-antimateria che può scaturire a seguito di una violazione della simmetria CP nei quark, combinata con altri necessari fenomeni quali la violazione del numero barionico e la condizione che il processo avvenga in non-equilibrio termodinamico, potrebbe però non essere sufficiente a spiegare l'asimmetria reale osservata oggi. È stato proposto che una violazione della simmetria CP nei leptoni potrebbe spiegare l'attuale disparità materia-antimateria attraverso un processo chiamato leptogenesi. La violazione nei leptoni è stata evidenziata per la prima volta nel 2020 dal gruppo T2K ("Tokai to Kamioka”), che utilizzando l’osservatore di neutrini Super-Kamiokande ha osservato un'asimmetria CP tra le oscillazioni dei neutrini e antineutrini. Misurazioni future con set di dati più grandi potrebbero verificare se la violazione di CP leptonica è maggiore della violazione di CP nei quark. Contemporaneamente, sono in corso diversi programmi sperimentali che hanno come scopo la ricerca di anti-particelle primordiali nell'universo.